# Rysslands ambassad i Stockholm
Rysslands ambassad i Stockholm (även Ryska ambassaden) är den Ryska federationens beskickning i Sverige. Nuvarande (sedan oktober 2024) ambassadör är Sergej Beljajev. Ryssland har ytterligare en diplomatisk representation i Sverige, nämligen Rysslands generalkonsulat i Göteborg. Den ligger vid Sankt Sigfrids plan.

## Historik

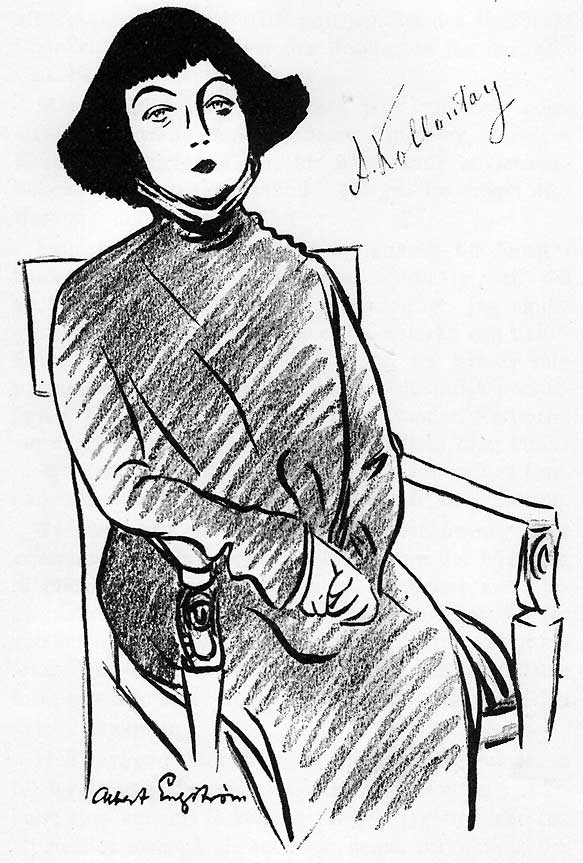
Aleksandra Kollontaj, karikatyr av Albert Engström.

Sverige har haft diplomatiska förbindelser med olika ryska statsbildningar sedan 1722; först med det ryska kejsardömet, åren 1924–1991 med Sovjetunionen och därefter med Ryska federationen.
Den första sovjetiske ambassadören i Sverige blev i praktiken Vatslav Vorovskij som representerade bolsjevikregeringen 1917–1919 i Stockholm, även om Sverige då officiellt inte hade erkänt Sovjetryssland. Mest känd är Aleksandra Kollontaj, som var världens första kvinnliga ambassadör och Sovjetunionens beskickningschef i Stockholm under åren 1930–1945. En av de sista sovjetiska ambassadörerna var Boris Pankin 1982–1990.
Sovjetunionen gav ursprungligen sina beskickningschefer rang och befogenhet som minister eller envoyé. Det var först 1943 som Sovjetunionens högsta sovjet beslöt att de skulle få den högsta rangen enligt det system som antogs vid Wienkongressen 1815, nämligen som ”extraordinär och plenipotentiär ambassadör”, en titel som Kollontaj således bar under sina sista år i diplomatisk tjänst.

## Fastigheter

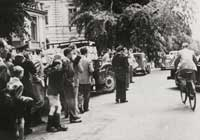
Uppretade svenskar utanför den sovjetiska ambassaden på Villagatan på eftermiddagen den 16 juni 1952, strax efter att Catalinaaffären hade blivit känd.

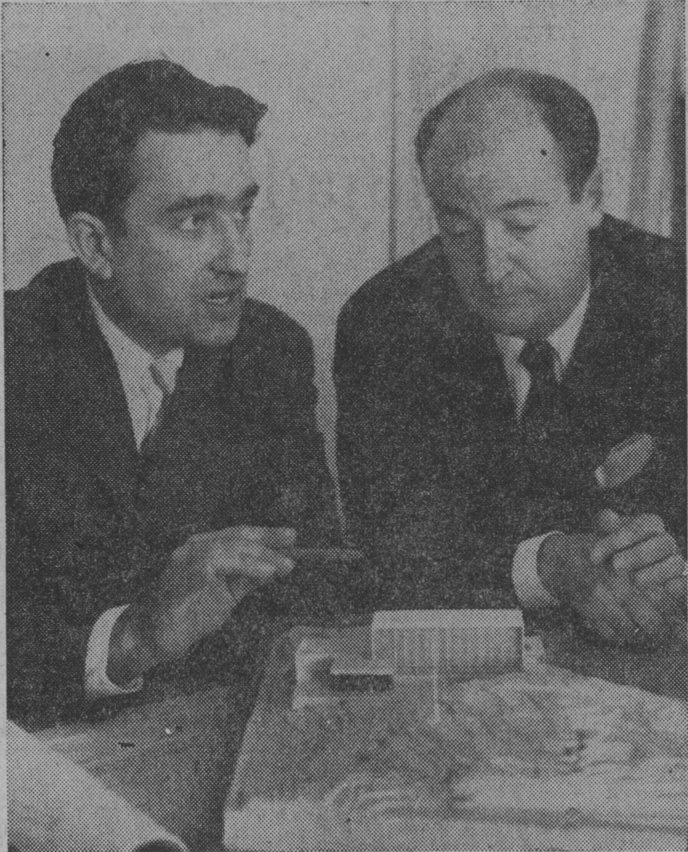
Arkitekterna Anatolij Poljanskij och Folke Löfström med Poljanskijs modell av den tilltänkta ambassadbyggnaden i Stockholm, 1959.

Från 1810 till 1836 hyrdes Villa Beylon i Solna socken av den ryske ambassadören Peter van Suchtelen. Mellan 1936 och 1971 låg ambassaden på Villagatan 17. Ambassadörens residens låg 2019 i en hyrd villa vid Askrikefjärden på Lidingö.
Nuvarande ambassadbyggnad är sedan 1972 belägen i fastigheten Elisabetsberg 8 vid Gjörwellsgatan 31 i Marieberg på Kungsholmen i Stockholm. På platsen låg tidigare bland annat Mariebergs porslinsfabrik, Mariebergs ammunitionsfabrik och kaserner för Trängbataljonen och Fälttelegrafkåren. Den ryske arkitekten Anatolij Poljanskij utformade de ursprungliga skisserna, vilka sedan omarbetades till svenska förhållanden 1965 av Folke Löfström och Lennart Billgren. Byggnaden är grönmärkt av Stadsmuseet i Stockholm, vilket innebär att den anses ”särskilt värdefull från historisk, kulturhistorisk, miljömässig eller konstnärlig synpunkt”. På samma tomt ligger mot Wivalliusgatan 3–5 en bostadslänga för ambassadens personal som uppfördes samtidigt med ambassadbyggnaden. Även den ritades av Billgren.

## Ambassadens avdelningar
På ambassaden finns även en konsulär avdelningen företrädd av konsuläre chefen Denis Karmalskij (ryska: Денис Олегович Кармальский), samt militärattachéns kontor med militärattaché överste Nikolaj Alesjtjenko (ryska: Николай Николаевич Алещенко) och biträdande militärattaché major Aleksandr Kotlubej (ryska: Александр Александрович Котлубей).

## Beskickningschefer

### Beskickningschefer under Ryska federationen
| Namn               | Period    | Funktion   |
| ------------------ | --------- | ---------- |
| Oleg Grinevskij    | 1991–1997 | Ambassadör |
| Aleksej Nikiforov  | 1997–2001 | Ambassadör |
| Nikolaj Sadtjikov  | 2001–2005 | Ambassadör |
| Aleksandr Kadakin  | 2005–2009 | Ambassadör |
| Igor Neverov       | 2009–2014 | Ambassadör |
| Viktor Tatarintsev | 2014–2024 | Ambassadör |
| Sergej Beljajev    | 2024–     | Ambassadör |

## Bilder

Ambassadbyggnaden i Stockholm
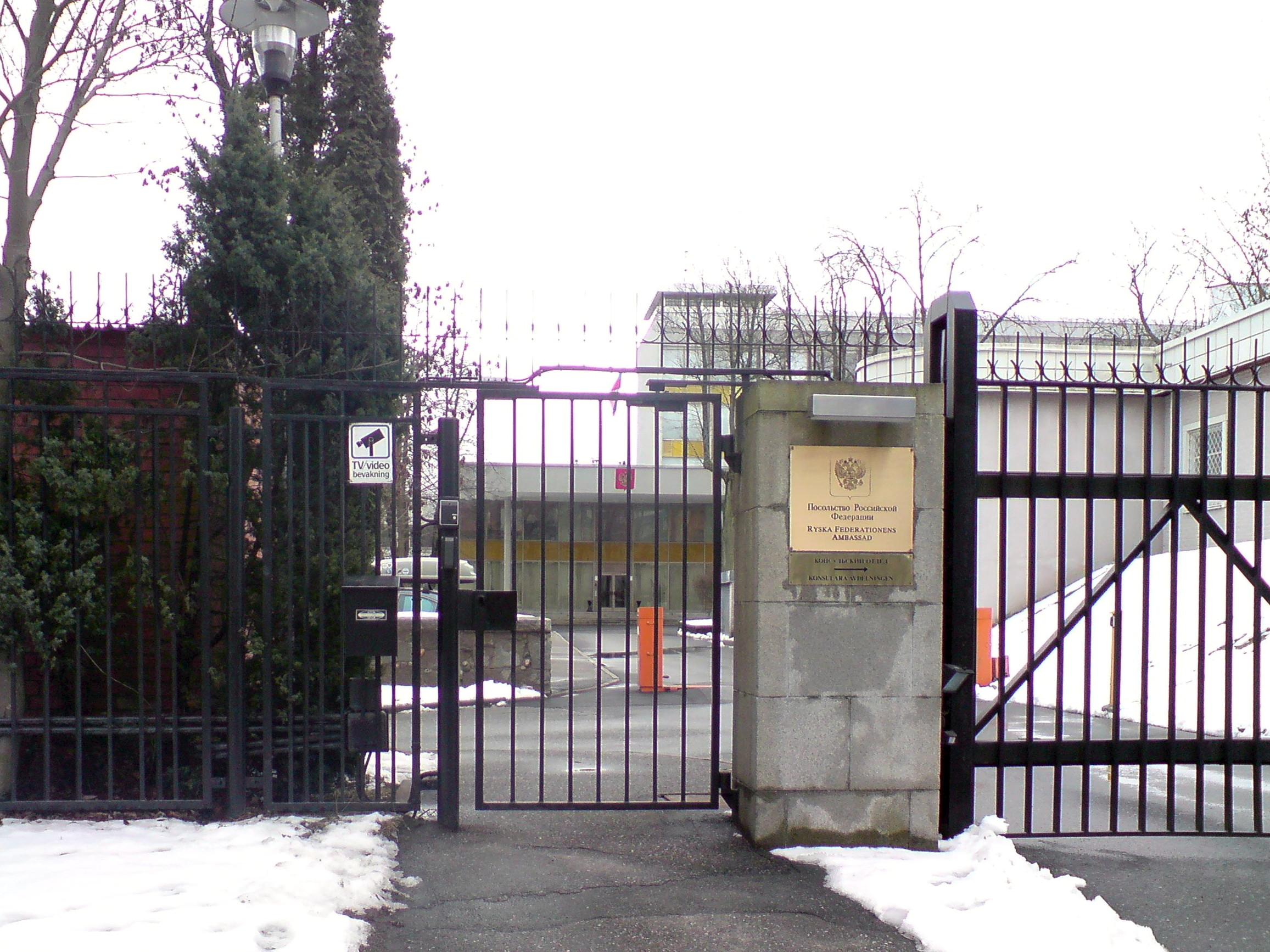
Grinden mot Gjörwellsgatan.
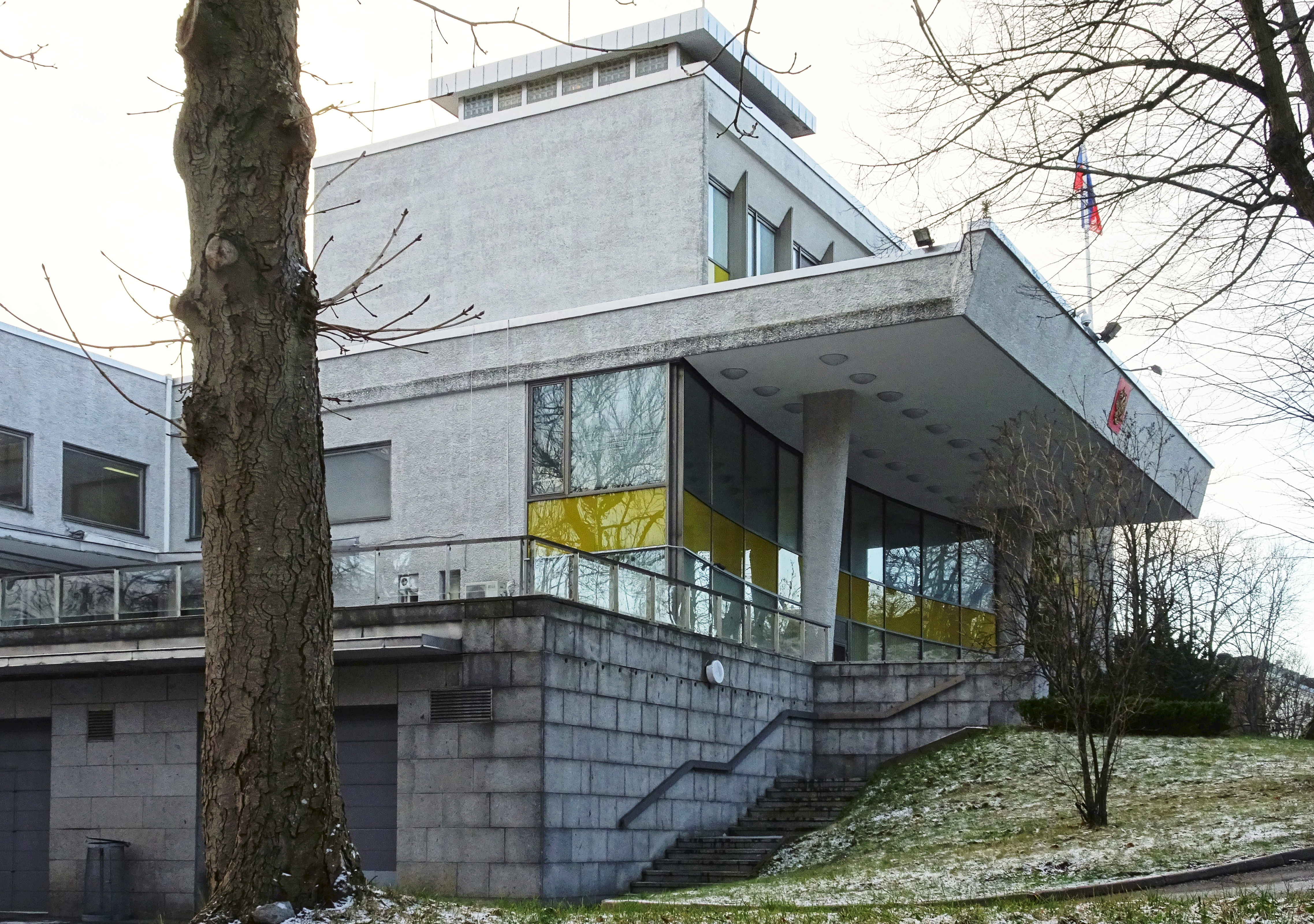
Ambassadbyggnadens huvudentré.
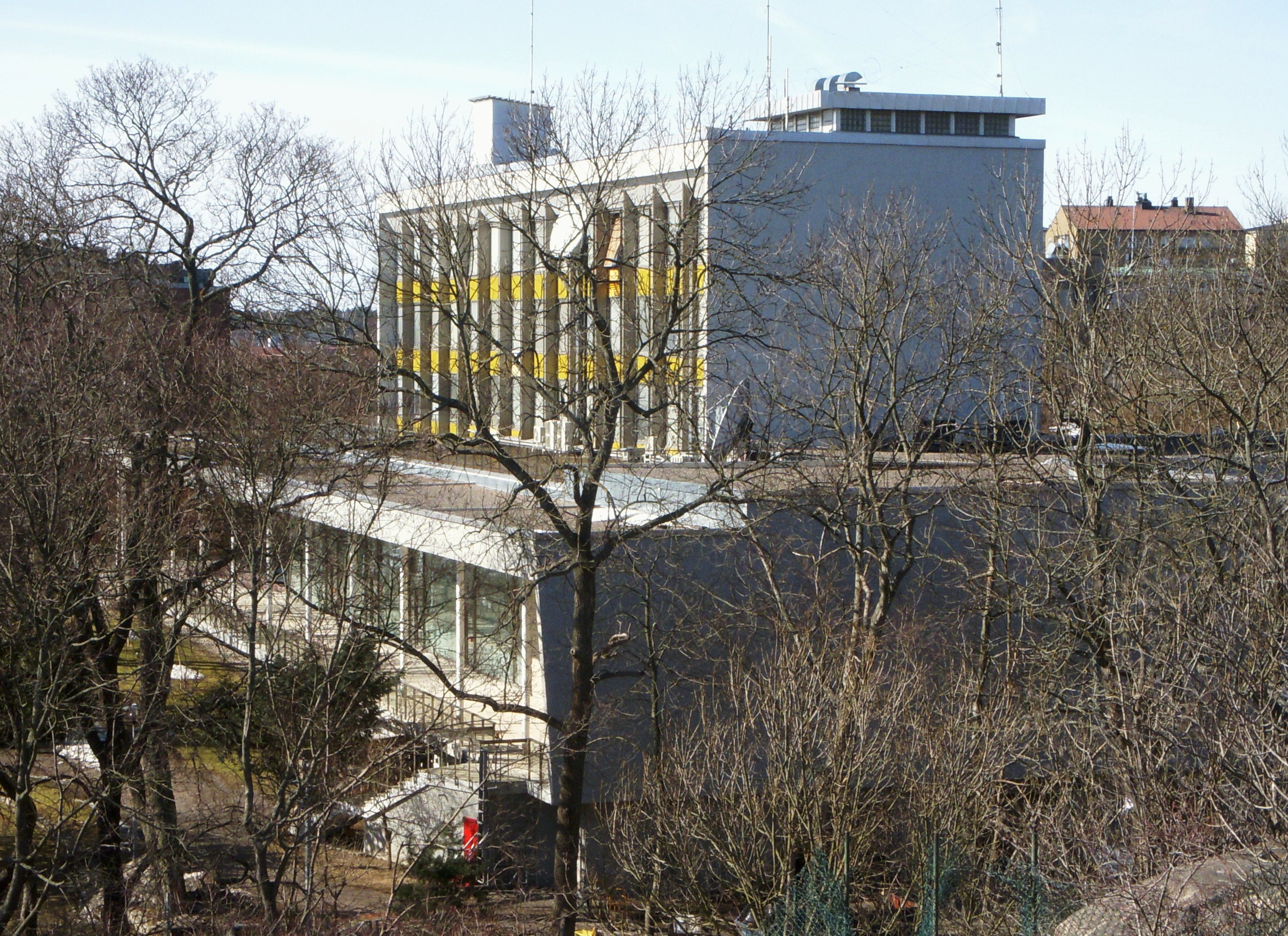
Ambassadbyggnaden sedd från Marieberg.
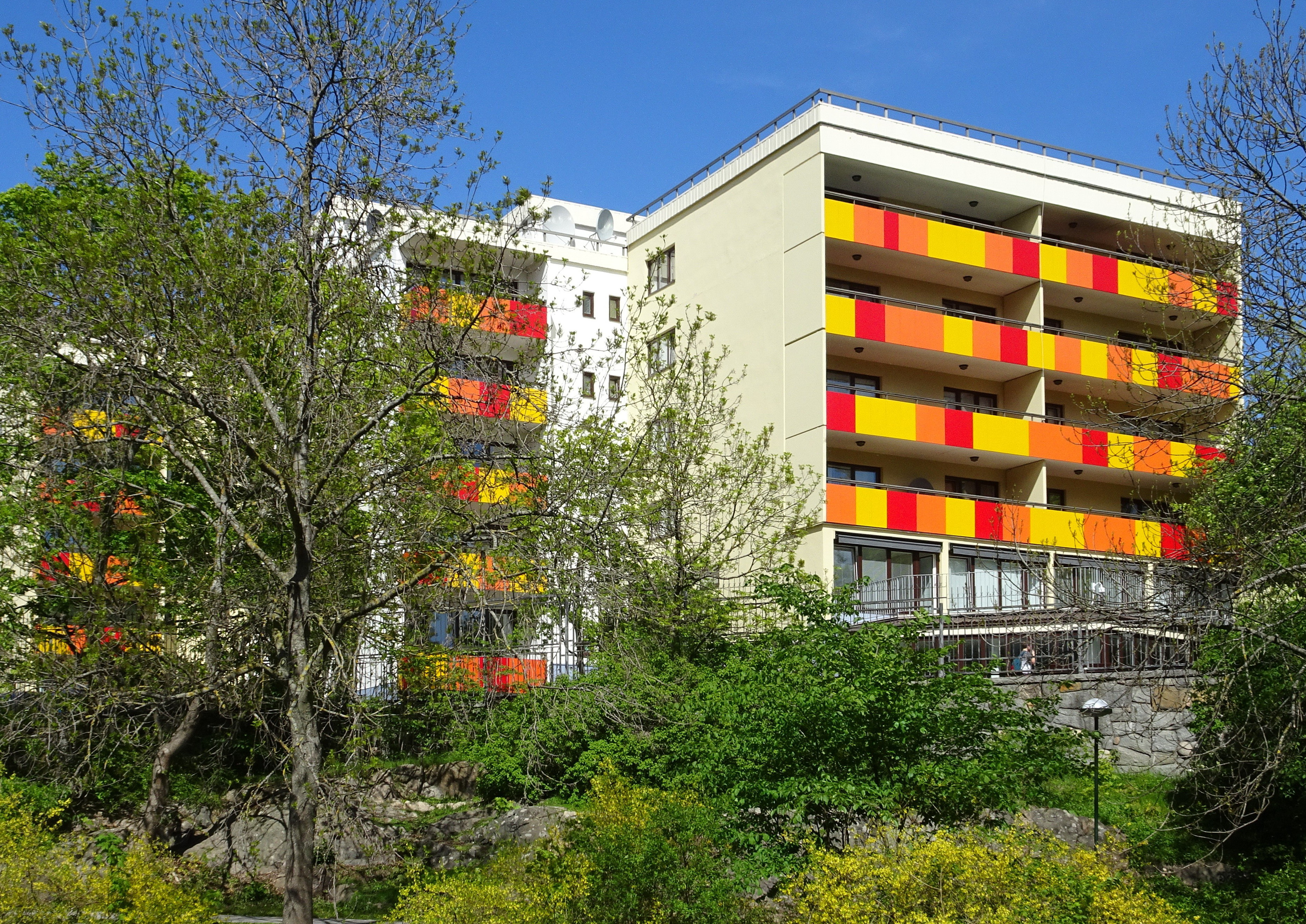
Bostadslängan mot Wivalliusgatan.